# I Try
"I Try" é uma canção da cantora Macy Gray, lançada em 27 de setembro de 1999 como o segundo single de seu álbum de estréia, On How Life Is (1999), lançado na América do Norte em janeiro de 2000. A canção foi o maior sucesso da cantora, alcançando o topo das paradas musicais de alguns países, como Austrália, Irlanda, Nova Zelândia e na Billboard 200, nos Estados Unidos.
No Prémio Grammy de 2001, "I Try" ganhou o prémio de "Melhor Performance Vocal Pop Feminino", o primeiro a ser concedido a um artista vencedor afro-americano, desde a canção "Un-Break My Heart", de Toni Braxton, em 1997; também sendo indicado para "Gravação do Ano" e "Canção do Ano". Mantém-sem o maior hit de Gray nos Estados Unidos até o presente, alcançando o top 40 da Billboard Hot 100. Em 2010, a canção foi apresentada em um episódio da série de televisão The Office. Também foi destaque na segunda temporada da série Mrs. Brown's Boys, sendo executada por Brendan O'Carroll e Pat "Pepsi" Shields.
A cantora Carly Rae Jepsen realizou uma versão cover da canção no Canadian Idol.

## Lista de faixas
- 7" Single

1. "I Try" – 3:59

- CD maxi

1. "I Try" – 3:59
2. "Rather Hazy" – 3:10
3. "I Try" (Full Crew Mix - Extended II  No Vocoder) – 5:27
4. "I Try" (Grand Style Mix) – 3:51
5. "I Try" (JayDee Remix) – 5:55
6. "I Try" (Bob Power Remix) – 3:51

## Paradas e posições
| País/Parada (1999–2000)                             | Melhor posição |
| --------------------------------------------------- | -------------- |
| Alemanha (Media Control Charts)                     | 16             |
| Austrália (ARIA Charts)                             | 1              |
| Áustria (Ö3 Austria Top 40)                         | 3              |
| Bélgica (Ultratop 50 Flanders)                      | 23             |
| Canadá (RPM)                                        | 2              |
| Estados Unidos (Billboard Hot 100)                  | 5              |
| Estados Unidos (Mainstream Top 40)                  | 1              |
| Estados Unidos (Bubbling Under R&B/Hip-Hop Singles) | 21             |
| Estados Unidos (Adult Pop Songs)                    | 2              |
| Estados Unidos (Adult contemporary)                 | 21             |
| França (SNEP)                                       | 29             |
| Irlanda (IRMA)                                      | 1              |
| Noruega (VG-lista)                                  | 5              |
| Nova Zelândia (Recorded Music NZ)                   | 1              |
| Países Baixos (Dutch Top 40)                        | 39             |
| Reino Unido (The Official Charts Company)           | 6              |
| Suécia (Sverigetopplistan)                          | 52             |
| Suíça (Schweizer Hitparade)                         | 13             |